# Lónsvík
Lónsvík (in lingua islandese: Baia della laguna) è una baia situata nel settore orientale dell'Islanda.

## Descrizione
Lónsvík è una baia situata nella regione dell'Austurland, nei fiordi orientali. È posizionata sulla costa meridionale.
La baia è situata tra l'Eystrahorn e il Vestrahorn, circa 25 km a nord-est del villaggio portuale di Höfn. È larga 21 km e penetra per 3 km nell'entroterra. Lo sbocco al mare è chiuso dal cordone litorale del Fjörur. Dietro a questo cordone si trova la baia Lón (laguna) che si fonde con il Lónsfjörður; quasi al centro si trova la foce del fiume Jökulsá í Lóni, mentre a ovest si apre il Papafjörður.
Sul bordo orientale della baia si trova il faro di Hvalnes.

## Clima
Il clima è tipico della tundra. La temperatura annua media è di -1 °C. Il mese più caldo è giugno con 5 °C, mentre il più freddo è dicembre con -8 °C.

## Vie di comunicazione
La Hringvegur, la grande strada statale ad anello che contorna l'intera Islanda, passa nell'entroterra superando con un ponte il fiume Jökulsá í Lóni.